# Zuul FX
Zuul FX ist eine Thrash-/Death-Metal-Band aus Pontoise, Frankreich.

## Geschichte
Die Band wurde 2003 von Sänger Steeve „Zuul“ Petit (1999–2003 bei No Return) gegründet und ist nach dessen Spitznamen benannt. Das FX steht für die Sachen, die die Band erschafft. Nach der Demo Ass Music aus dem Jahre 2003 erschien zwei Jahre später das Debüt-Album By The Cross unter dem Label Equilibre Music.
Ihr zweites Album, Live Free or Die, wurde 2007 veröffentlicht – ebenso wie das Debütalbum am 3. Januar. Zu den Songs „Fight for the Cause“ und „Cabal“ wurden Videoclips veröffentlicht.
Das dritte Album The Torture Never Stops wurde am 28. Februar 2011 veröffentlicht und differenziert sich mit Einflüssen von Groove Metal und Rap von den Vorgängern.

## Diskografie
Alben
- 2003: Ass Music (Demo)
- 2006: By the Cross
- 2007: Live Free or Die
- 2011: The Torture Never Stops
- 2012: Unleashed
- 2015: Live in Japan